# Indopeniculus siamensis
Indopeniculus siamensis is een eenoogkreeftjessoort uit de familie van de Lernaeidae. De wetenschappelijke naam van de soort is voor het eerst geldig gepubliceerd in 1997 door Ho & I.H. Kim.